# Megachile mimeticana
Megachile mimeticana là một loài Hymenoptera trong họ Megachilidae. Loài này được Eardley & R. P. Urban mô tả khoa học năm 2006.